# 보마르초
보마르초(이탈리아어: Bomarzo)는 이탈리아 라치오주 비테르보도에 위치한 코무네다. 로마로부터 북서쪽 68km, 비테르보로부터 동북동쪽 14.5km 거리에 있다. 보마르초의 괴물 공원으로 유명하다.

## 문화유적

### 보마르초 정원
보마르초 정원(Garden of Bomarzo)의 이태리어 정식명칭은 Sacro Bosco인데 '성스러운 숲'을 의미한다. 구어체로 괴물의 정원(Park of the Monsters)이라 불리는데 이태리어로 Parco dei Mostri이다. 이탈리아 라치오 북부, 비테르보 현의 코무네 Bomarzo에 위치한 매너리즘적 추모 시설이다.

## 같이 보기
- 보마르초 정원